# Comuna Rociu, Argeș
Rociu este o comună în județul Argeș, Muntenia, România, formată din satele Gliganu de Jos, Gliganu de Sus, Rociu (reședința) și Șerbănești.

## Așezare
Comuna se află în partea central-sudică a județului, pe malurile râului Dâmbovnic. Este traversată de șoseaua județeană DJ503, care duce spre nord la Oarja și Căteasca. La nord de Rociu, acest drum se intersectează cu șoseaua județeană DJ703B, care duce spre nord-est la Căteasca (unde are nod cu autostrada A1, și Leordeni (unde se termină în DN7); și spre sud-vest la Costești (unde se intersectează cu DN65A), Lunca Corbului (unde se intersectează cu DN65), apoi în județul Olt la Bărăști și mai departe înapoi în județul Argeș la Vedea (unde se intersectează cu DN67B), Uda și Morărești. Acest drum se intersectează, la rândul său, la Șerbănești, cu șoseaua județeană DJ659, care duce spre nord la Suseni, Bradu și Pitești (unde se termină în DN65); și spre sud la Negrași, Mozăceni, Slobozia, Ștefan cel Mare, mai departe în județul Dâmbovița la Șelaru.

## Toponimia localităților componente
Gliganu - toponim având la origine apelativul regional gligan, cu sens de „porc mistreț”, deși sensul figurat „găligan” nu poate fi exclus.
Rociu - toponim, la origine, apelativul rociu - plasă de pește, așezarea fiind situată pe râul Dâmbovnic - element notabil pentru motivarea apelativului ca sens.
Șerbănești - toponim format pe baza eponimului Șerban (atestat în folclorul local) + sufixul colectiv -ești, care indică organizarea socială pe bază de obște a așezării. Antroponimicul Șerban provine din apelativul șerb = rob, țăran aservit.

## Istorie
La sfârșitul secolului al XIX-lea, comuna făcea parte din plasa Dâmbovnicul a județului Argeș și era formată din satul de reședință, unde trăiau 610 locuitori și funcționau o școală mixtă și o biserică. La acea dată, pe teritoriul comunei actuale mai funcționau, în aceeași plasă, și comunele Gliganu și Șerbănești. Comuna Șerbănești era formată doar din satul de reședință și avea 681 de locuitori, două biserici și o școală mixtă. Comuna Gliganu avea 460 de locuitori în satele Gliganu de Jos și Gliganu de Sus; aici funcționau o biserică și o școală primară rurală, iar principalul proprietar de terenuri, care avea și conac acolo, era familia Budișteanu. Anuarul Socec din 1925 consemnează comunele în aceeași plasă și în aceeași alcătuire: comuna Rociu avea 864 locuitori, comuna Șerbănești — 1165, iar comuna Gliganu — 1670.
În 1931, comuna Gliganu a fost desființată, satul Gliganu de Jos trecând la comuna Rociu, iar satul Gliganu de Sus — la comuna Șerbănești. La un moment dat, comuna Șerbănești a luat numele Gliganu de Sus, după noul sat arondat.
În 1950, comunele Gliganu de Sus și Rociu au fost transferate raionului Costești din regiunea Argeș. În 1968, ele au revenit la județul Argeș, reînființat, iar comuna Gliganu de Sus a fost desființată și satele ei incluse în comuna Rociu. Tot atunci, un sat recent apărut și numit Luncșoara, a fost desființat și comasat cu satul Șerbănești.

## Monumente istorice
Două obiective din comuna Rociu sunt incluse în lista monumentelor istorice din județul Argeș ca monumente de interes local. Unul este un sit arheologic ce cuprinde urmele unei așezări din Epoca Bronzului timpuriu, atribuită culturii Glina și găsită undeva între satele Rociu și Șerbănești. Altul este monumentul istoric de arhitectură reprezentat de biserica „Adormirea Maicii Domnului” (1910) din satul Șerbănești.

## Demografie
Componența etnică a comunei Rociu
     Români (88,64%)
     Alte etnii (0,65%)
     Necunoscută (10,7%)
Componența confesională a comunei Rociu
     Ortodocși (88,34%)
     Alte religii (0,57%)
     Necunoscută (11,1%)
Conform recensământului efectuat în 2021, populația comunei Rociu se ridică la 2.298 de locuitori, în scădere față de recensământul anterior din 2011, când fuseseră înregistrați 2.673 de locuitori. Majoritatea locuitorilor sunt români (88,64%), iar pentru 10,7% nu se cunoaște apartenența etnică. Din punct de vedere confesional, majoritatea locuitorilor sunt ortodocși (88,34%), iar pentru 11,1% nu se cunoaște apartenența confesională.

## Politică și administrație
Comuna Rociu este administrată de un primar și un consiliu local compus din 11 consilieri. Primarul, Aurel Bălășoiu[*], de la Partidul Național Liberal, este în funcție din 1 noiembrie 2024. Începând cu alegerile locale din 2024, consiliul local are următoarea componență pe partide politice:
|  | Partid                          | Consilieri | Componența Consiliului | Componența Consiliului | Componența Consiliului | Componența Consiliului | Componența Consiliului |
|  | ------------------------------- | ---------- | ---------------------- | ---------------------- | ---------------------- | ---------------------- | ---------------------- |
|  | Partidul Național Liberal       | 5          |                        |                        |                        |                        |                        |
|  | Alianța pentru Unirea Românilor | 3          |                        |                        |                        |                        |                        |
|  | Partidul Social Democrat        | 2          |                        |                        |                        |                        |                        |
|  | Uniunea Salvați România         | 1          |                        |                        |                        |                        |                        |

## Specific arhitectural
Arhitectura populară este caracteristică zonei de câmpie a județului Argeș. Planul bicameral și repartiția funcțională a acestuia (tindă și odaie de locuit) reprezintă o caracteristică a caselor vechi de la sfârșitul secolului al XIX-lea și începutul secolului XX. Intrarea în casă se efectua direct prin curte sau de pe o prispă deschisă plasată pe întreaga fațadă principală. Materialul utilizat cu precădere în edificarea construcțiilor de locuit a fost lemnul. Ulterior, în perioada interbelică, casele din  paiantă au devenit preponderente. Utilizarea cărămizii în construcții a determinat extinderea planului și modificarea aspectului exterior, sala fiind marcată de arcade semirculare, în acoladă sau trilobate pe stâlpi de secțiune circulară sau pătrată. 
Portul popular local prezintă influențe caracteristice ale costumului popular telormănean.
Din repertoriul folclorului coregrafic zonal, elemente de particularizare locală prezintă dansurile: Brâul călușăresc, Buceagul, Drumul dracului (Drumul naibii), Floricica din căluș, Gheorghița din căluș, Hora călușărească, Lozeasca, Sârba călușărească.
În repertoriul concertistic al Corului Căminului cultural Gliganu de Sus - creat din anul 1922 - au fost incluse piese inspirate din folclorul muzical zonal, care au fost interpretate sub bagheta dirijorilor: preot Constantin Grigorescu, prof. Ion Șt. Bălteanu și înv. Ilie Predescu.

## Patrimoniul cultural-istoric

### Biserica Gliganu de Jos(1934 - 1936)
A fost ctitorită din inițiativa studentului Dumitru Angelescu, învățător T. Anghel, primar C. Cârstea și 190 de familii din sat și construită de meșterul Zanfir Bănică din Jugureni-Dâmbovița. Intervențiile de restaurare au vizat adăugarea pridvorului (1939), reconstruirea clopotniței (1990), pictura murală fiind executată de Nicolae Nicolescu-București (1939).

### Biserica Gliganu de Sus(1826-1846)
A fost ctitorită de pitarul Drăghici Budiștean și soția sa, Aristia. Intervențiile au vizat consolidarea bisericii de arh. Molner din CIocești și meșterul Carol (1898), închiderea pridvorului, construirea cafasului (1935), electrificare (1973), subzidirea bisericii (1990).

### Biserica Rociu(1901-1905)
A fost ctitorită de Florian Bunescu, preot Ioan Georgescu, Vasile Popescu, Badea Necșulescu, Ioan Dumitru ș.a., pe locul unei biserici de lemn „ruinate”. Intervențiile de restaurare au vizat refacerea tâmplei, construirea cafasului (1943), refacerea acoperișului (1962), repictarea tâmplei (1948).

### Biserica Șerbăneștii de Jos
A fost construită în 1795, de către „enoriași din sat și credincioși din satele vecine”, pe locul unei biserici de lemn „ruinate”.„Reconstrucția radicală” efectuată de N. Teohărescu, în anii 1891-1910, a constat din: extinderea altarului, includerea vechiului pridvor în pronaos și construirea unui pridvor închis, biserica modificându-și structural aspectul inițial. 
Pictura murală a fost realizată de N. Tomescu și H. Nedelescu (1910) și a fost repictată în frescă de Jean-Tudor Popa (1982). Se atestă existența unor straturi de pictură murală datând din 1847 și 1910, sub pictura actuală, care se particularizează prin prospețimea culorilor pastelate folosite în conceperea programului iconografic.